# 스티븐 소머스
스티븐 서머스(Stephen Sommers, 1962년 3월 20일 ~ )는 미국의 영화 감독이다.

## 작품 목록
- 미이라(1999)
- 미이라 2(2001) - 앉아있는 사람 역
- 스콜피온 킹(2002)
- 반 헬싱(2004)
- 미이라 3: 황제의 무덤(2008,제작)
- 스콜피온 킹 2(2008,제작)
- 지.아이.조: 전쟁의 서막(2009)
- 스콜피온 킹 3(2012,제작)
- 지.아이.조 2(2013,제작)
- 오드 토머스(2013, 각본, 감독, 제작)
- 스콜피온 킹 4(2015,제작)